# Барилюк Юрій Авксентійович
Юрій Авксентійович Барилюк (3 квітня 1962, Черкаська область — 7 березня 2022, бої біля м. Києва) — український військовослужбовець, штаб-сержант Збройних сил України, учасник російсько-української війни. Кавалер ордена «За мужність» III ступеня (2022, посмертно).

## Життєпис
Юрій Барилюк народився 4 квітня 1962 року в Уманському районі на Черкащині.
Служив стрільцем-санітаром механізованої роти 72-ї окремої механізованої бригади імені Чорних Запорожців.

## Нагороди
- орден «За мужність» III ступеня (14 березня 2022, посмертно) — за особисту мужність під час виконання бойових завдань, самовіддані дії, виявлені у захисті державного суверенітету та територіальної цілісності України, вірність військовій присязі[1].